# Période des trois empires
Dans l'histoire du monde islamique, la période des trois empires désigne le moment (XVIe – XVIIe siècles) durant lequel le monde islamique est divisé en trois grands ensembles : le monde ottoman autour de la Méditerranée (Maroc excepté) ; le monde safavide en Iran et le monde moghol en Inde. 